# Pauracris
Pauracris är ett släkte av insekter. Pauracris ingår i familjen gräshoppor.
Kladogram enligt Catalogue of Life:
| Pauracris | \| \| Pauracris brachyptera \| \| \| \| \| \| Pauracris tenera \| \| \| \| |
|           | \| \| Pauracris brachyptera \| \| \| \| \| \| Pauracris tenera \| \| \| \| |
|           | Pauracris brachyptera                                                      |
|           |                                                                            |
|           | Pauracris tenera                                                           |
|           |                                                                            |